# Haliplogeton apterygos
Haliplogeton apterygos är en stekelart som beskrevs av De Santis 1964. Haliplogeton apterygos ingår i släktet Haliplogeton och familjen puppglanssteklar. Inga underarter finns listade i Catalogue of Life.